# Yamaha CS1D
Yamaha CS1D – pierwsza duża (wcześniej powstało kilka małych konsolet cyfrowych, pierwsze to DMP7 i DMC1000) cyfrowa, 48-kanałowa konsoleta mikserska firmy Yamaha, produkowana od 2001 roku. 
CS1D posiada duży wyświetlacz LCD o rozdzielczości 800x600 pikseli. Do dyspozycji jest maksymalnie 96 kanałów mono. Każdy z nich kontroluje się za pomocą 3 pokręteł: "Gain", "Panorama" i "Mix".
Zależnie od sytuacji, CS1D może obsługiwać do 96 kanałów (po 2 na jeden suwak) albo do 48 kanałów mono.
Mikser CS1D nie posiada wejść XLR; potrzebne do obsłużenia 48-kanałów tego miksera są 2 stageboxy Yamaha DSP1D, które podłącza się do samego CS1D przez kilka złączy. Mikser podłącza się do prądu przez dwa 27-pinowe złącza.
Sam mikser, w 2001 roku kosztował 110 000 dolarów (ok. 325 000 zł według kursu dolara z 2011 roku), a cały zestaw (mikser CS1D + 2x stagebox DSP1D) kosztuje około 15 000 dolarów więcej.